# Aḥmad ibn Yūsuf al-Akḥal
Aḥmad ibn Yūsuf al-Akḥal detto Aḥmad II (in arabo ‎?; Palermo, ... – Palermo, 1037) nono Emiro della dinastia kalbita che regnò sulla Sicilia a partire dal 1019 fino al 1037.
Appartenente alla dinastia islamica sciita-ismailita dei Kalbiti di Sicilia, regnanti sull'Emirato di Sicilia, fu successore del fratello Giafar II che venne deposto da una rivolta nel 1019 e che fu costretto a riparare in Egitto.

## Biografia
Salito al potere nel 1019, dopo la cacciata del padre e del fratello dalla Sicilia, si fece attribuire dal Califfo del Cairo il titolo di "Sostegno dell'Impero", nonostante ciò non fu in grado di fermare il progressivo indebolimento della sua dinastia.
Nel 1026 i Bizantini annientarono tutti gli avamposti siculo-arabi situati sulla costa ionica della Calabria e utili per richiedere il tributo in quella regione. Ahmad II chiese aiuto agli Ziridi d'Africa e assieme a questi si diede alla pirateria. Questo lo porto ad assentarsi per lunghi periodi dalla corte palermitana, lasciando il potere nelle mani del figlio Jafar che macchiandosi di pesanti iniquità, mise l'aristocrazia di origine nordafricana contro il resto dei siciliani e ciò non fece altro che gettare, negli anni a venire, l'Emirato siciliano nello scompiglio politico e sociale.
L'Emirato di Sicilia era nato fondandosi su un'economia di guerra e di rapina che poteva svilupparsi solo con continue spedizioni e scorrerie ai danni delle regioni vicine. Col passare dei decenni lo slancio verso la guerra santa, dei guerrieri appartenenti all'aristocrazia nordafricana giunta in Sicilia circa due secoli prima, si spense definitivamente e detti guerrieri si trasformarono in raffinati e gaudenti cortigiani, letterati e studiosi che rappresentavano pur sempre una minoritaria aristocrazia islamica (di origine nordafricana) contrapposta alla totalità della popolazione siciliana mal convertita all'Islam o ancora cristiana, Ahmad II scelse di appoggiare i primi contro i più numerosi secondi e nel 1031 raddoppiò in un sol colpo la tassazione sui ceti popolari siculo-arabi.
Tutto ciò portò ad uno stato di forte tensione politica che sfociò nel 1034 in una vera e propria guerra civile che spaccò la stessa famiglia reale, il fratello Abu Hafs in appoggio dei ceti popolari siciliani si rivoltò contro Ahmad II che, per restare al potere, fu costretto a chiedere aiuto all'Impero Romano d'Oriente che nominatolo "Maestro" gli promise l'invio del potente esercito di Giorgio Maniace. Gli islamici di Sicilia videro questa sudditanza del loro Emiro ad un Re cristiano come una immane vergogna e gli voltarono le spalle fino ad isolarlo.
Nel 1037, gli Ziridi, dall'attuale Tunisia, si mossero in armi contro l'Emirato di Sicilia, Ahmad II inizialmente, grazie all'aiuto dei Bizantini, riuscì a tenere testa all'invasione, ma ritiratisi questi oltre lo Stretto di Messina lasciarono solo Ahmad II che, rimasto indifeso, venne ucciso.